# Entre Rios
Entre Rios là một đô thị thuộc bang Bahia, Brasil. Đô thị này có diện tích 1235,821 km², dân số năm 2007 là 37188 người, mật độ 30,09 người/km².